# Mouterij Limburgia

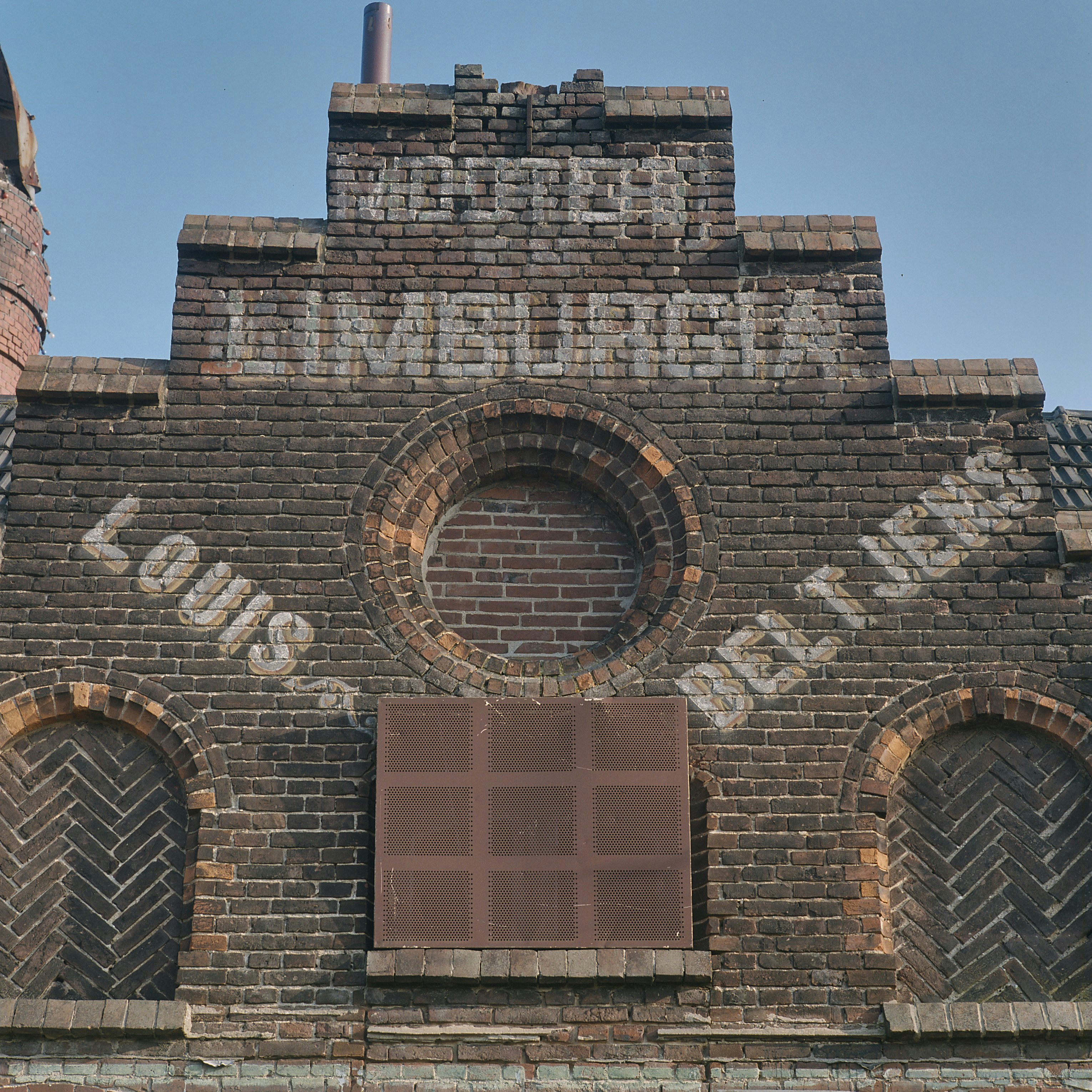
Westgevel

Mouterij Limburgia was een industrieel bedrijf in de Nederlandse stad Roermond, gelegen aan Spoorlijn Noord 2a.

## Geschiedenis
De fabriek werd in 1877 opgericht als caramel-dextrinefabriek. In 1879 werd er margarine ('kunstboter') vervaardigd. In 1905 kwam Louis Beltjens in het pand en werd het een mouterij. In 1945 verbrandde de houten eesttoren en in 1947 werd een nieuwe, bakstenen eesttoren gebouwd. In 1953 werden de opslagruimte en een productiehal gebouwd. Begin jaren '60 van de 20e eeuw werd van het vloermoutprocedé op het kastenprocedé overgegaan, maar eind jaren '60 werd het bedrijf opgeheven.
De overgebleven gebouwen, waarvan de oudste uit 1905 stammen, zijn geklasseerd als Rijksmonument.